# Xeniidae
Die Xeniidae sind eine Familie der Achtstrahligen Korallen (Octocorallia), die in den Korallenriffen des tropischen Indopazifiks und in seinen Nebenmeeren vorkommt.

## Merkmale
Die Arten der Familie Xeniidae bilden Tierkolonien, die aus vielen Einzelpolypen bestehen. Die Kolonien bilden keine festen Strukturen, sind sehr weich und oft schleimig. Sie besitzen keine Skelettachse und wachsen aufrecht mit zylindrischem Stiel, sind dabei manchmal ein wenig verzweigt, oder ausläuferförmig, häutig oder gelappt. Die achtstrahligen Polypen wachsen gleichmäßig verteilt, sind gebündelt oder befinden sich nur auf dem kuppelförmigen Ende eines Stiels. Sie können in der Regel nicht oder nur sehr wenig zurückgezogen werden. Die Sklerite sind winzige (<0,03 mm) Scheiben oder abgeflachte Stäbchen, sternförmig oder (selten) spindelförmig. Ihre Anzahl ist stark variabel, manchmal fehlen sie auch. Alle Arten der Familie Xeniidae leben in einer Endosymbiose mit einzelligen, symbiotischen Algen (Zooxanthellen).

## Gattungen
Zur Familie Xeniidae gehören 21 Gattungen:
- Anthelia Lamarck, 1816
- Asterospicularia Utinomi, 1951
- Bayerxenia Alderslade, 2001
- Caementabunda Benayahu, van Ofwegen & McFadden, 2018
- Conglomeratusclera Benayahu, van Ofwegen & McFadden, 2018
- Ezziona Alderslade & Janes, 2017
- Fasciclia Janes, 2008
- Funginus Tixier-Durivault, 1987
- Heteroxenia Kölliker, 1874
- Ingotia Alderslade, 2001
- Latissimia Benayahu, Ekins & McFadden, 2022
- Orangaslia Alderslade, 2001
- Ovabunda Alderslade, 2001
- Protodendron Thomson & Dean, 1931
- Quattuoria Benayahu & McFadden, 2022
- Sansibia Alderslade, 2000
- Sarcothelia Verrill, 1928
- Xenia Ehrenberg, 1834
- Unomia Benayahu, van Ofwegen, Allais & McFadden, 2021
- Xenia Lamarck, 1816
- Yamazatum Benayahu, 2010

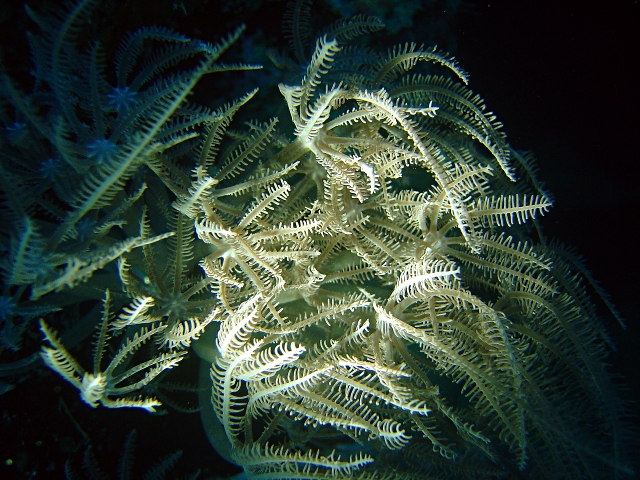
Anthelia glauca
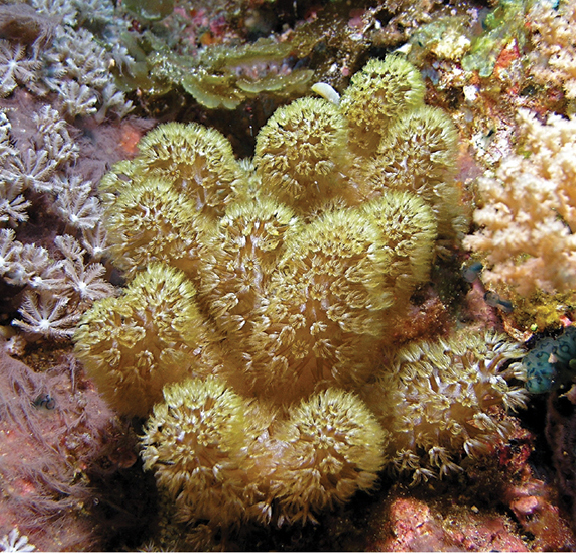
Caementabunda simplex
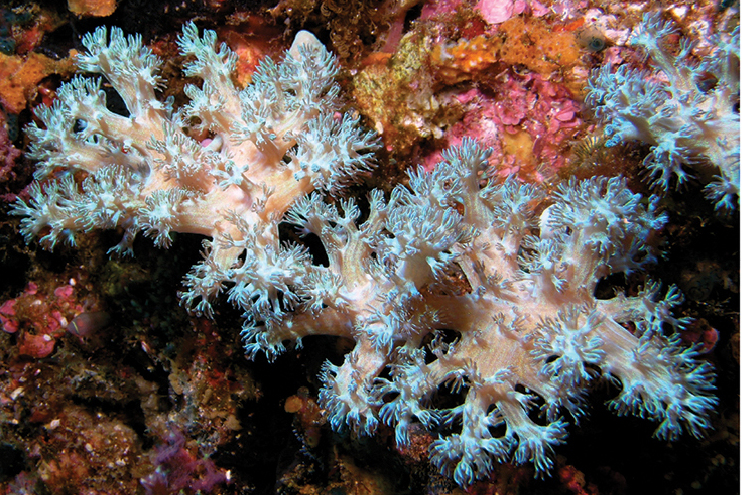
Conglomeratusclera coerulea
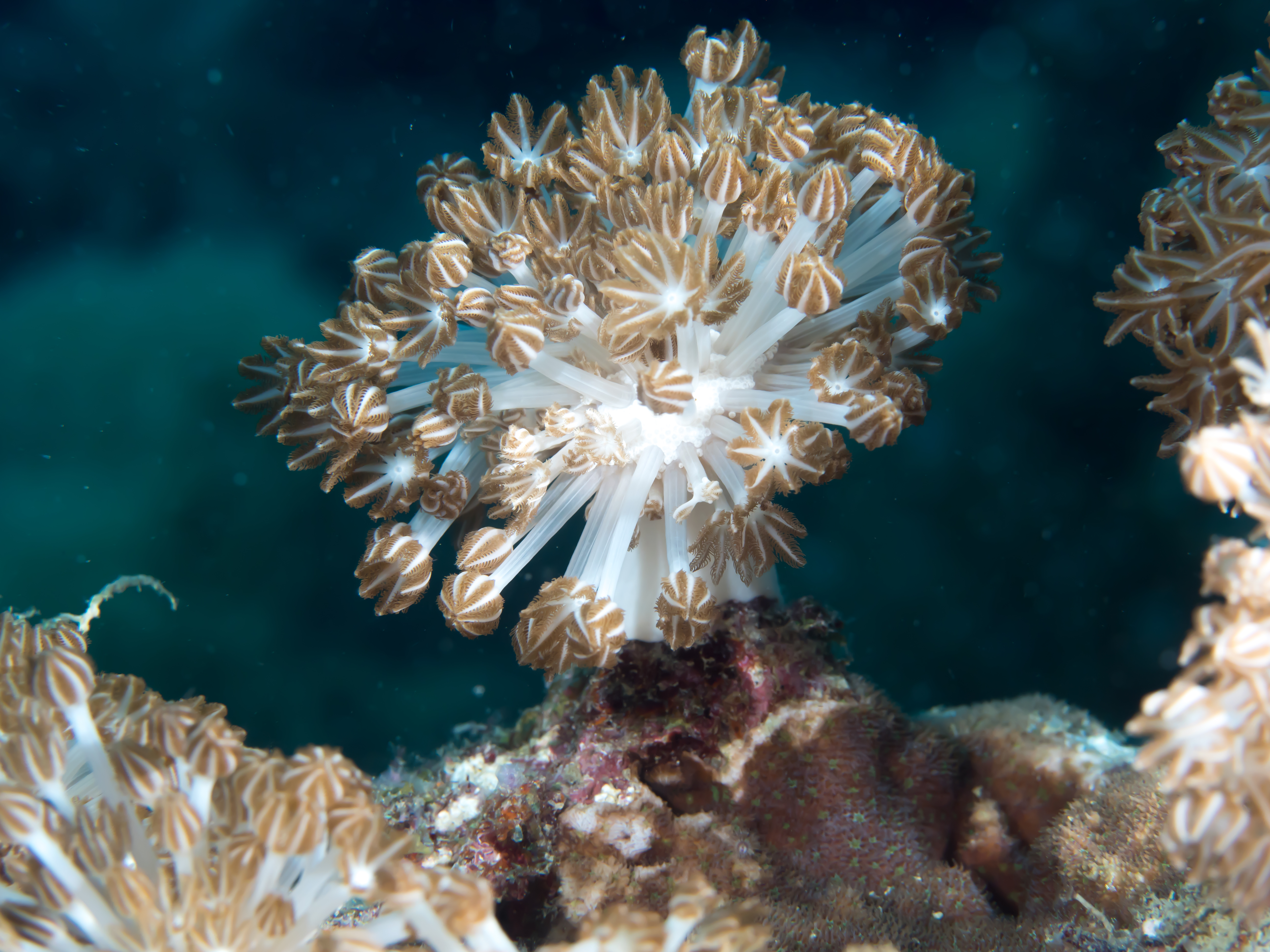
Heteroxenia sp.